# Myriam Bru

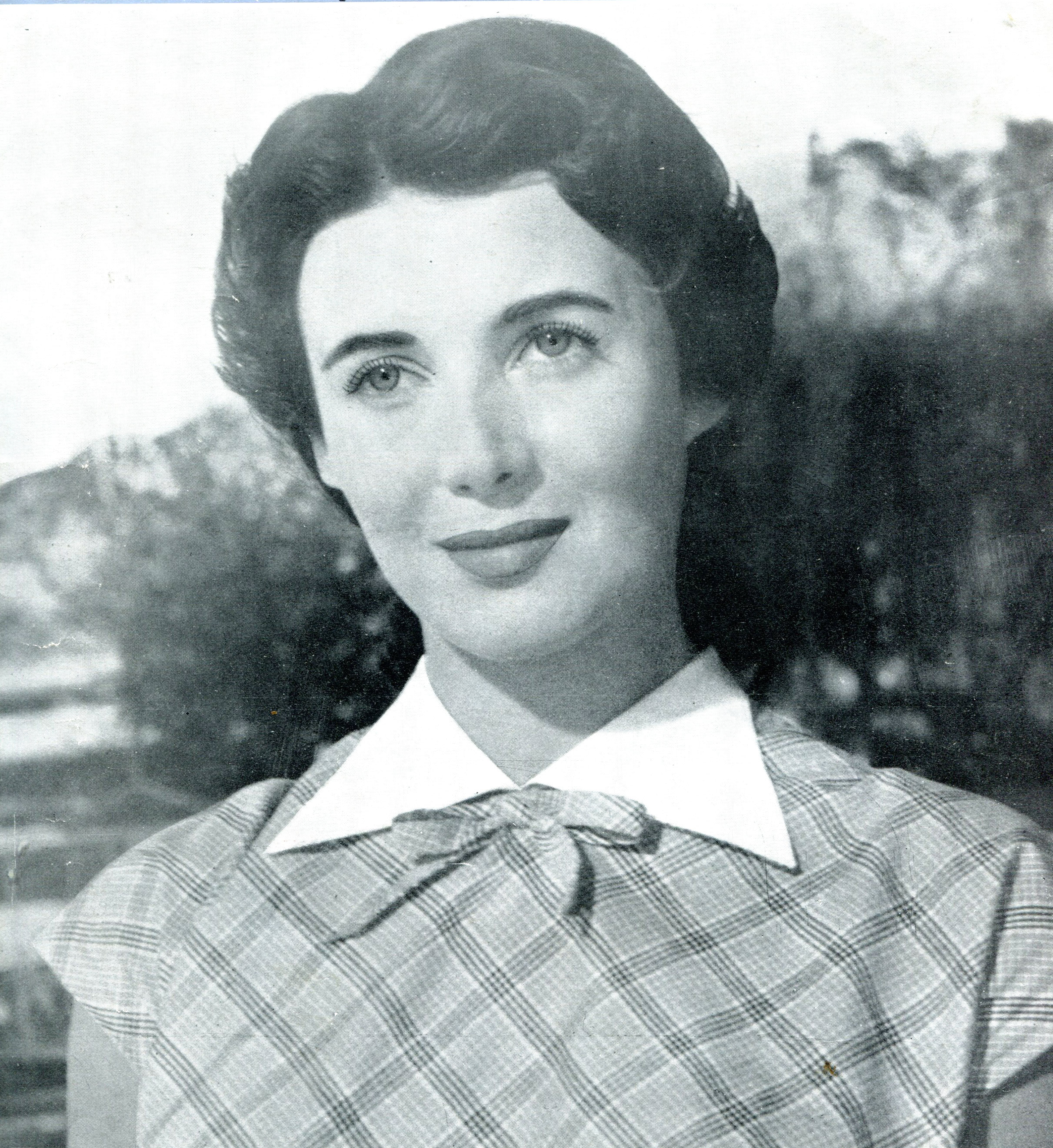
Myriam Bru 1953

Myriam Bru (* 20. April 1930 in Paris) ist eine französische Schauspielerin. Sie war Ehefrau des deutschen Schauspielers Horst Buchholz.

## Leben
Myriam Bru ist eine jüdische Französin, deren Vater im KZ Auschwitz-Birkenau von den Nationalsozialisten ermordet wurde. Ihre erste Filmrolle erhielt sie 1952 in einem biografischen Spielfilm über das Leben von Giacomo Puccini. Sie war anschließend in einigen italienischen und französischen Produktionen zu sehen. 1958 übernahm sie die Hauptrolle in der deutschen Produktion Auferstehung nach einer Erzählung von Lew Tolstoi unter der Regie von Rolf Hansen. Die männliche Hauptrolle hatte Horst Buchholz inne. Nach den Dreharbeiten waren die beiden ein Paar und heirateten noch im selben Jahr in London. 1959 drehte sie ihren letzten Film in Italien an der Seite von Anna Magnani: Nella città l’inferno von Renato Castellani. Danach zog sie sich aus der Öffentlichkeit zurück.
Mit Horst Buchholz hat sie zwei Kinder (Christopher Buchholz und Beatrice Buchholz). Bis an sein Lebensende blieb sie mit dem deutschen Schauspieler verheiratet, obwohl sie seit seinem Umzug von Paris nach Berlin getrennt lebten. Myriam Bru führt in Paris eine Schauspieleragentur.

## Filmografie
- 1952: Ouvert contre X
- 1952: Eran trecento … (La spigolatrice di Sapri)
- 1953: Une fille dans le soleil
- 1953: Puccini – Liebling der Frauen, Meister der Melodien (Puccini)
- 1953: Ti ho sempre amato!
- 1953: Gli uomini, che mascalzoni!
- 1954: Gli amori di Manon Lescaut
- 1954: So geht’s im Leben (Questa è la vita)
- 1954: Cento anni d’amore
- 1954: Appassionatamente
- 1954: Casa Ricordi
- 1954: Die Bettlerin von Notre Dame (Le due orfanelle)
- 1955: Il padrone sono me
- 1957: Ferien auf der Sonneninsel (Vacanze a Ischia)
- 1958: Auferstehung
- 1959: Die Hölle in der Stadt (Nella città l’inferno)